# Valentín Paz-Andrade

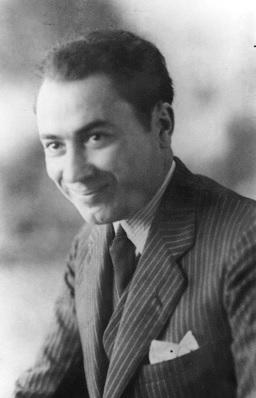
Valentín Paz-Andrade, ca. 1937.

Valentín Paz-Andrade (* 23. April 1898 in Pontevedra, Galicien; † 19. Mai 1987 in Vigo, Galicien) war ein galicischer Jurist, Volkswirt, Politiker, Unternehmer, Schriftsteller, Dichter und Journalist.

## Ehrungen
2012 ist ihm der Tag der Galicischen Literatur gewidmet.

## Werke
- Pranto matricial (1955) ISBN 978-84-85134-04-5.
- Los derechos sobre el espacio marítimo (1960) ISBN 978-84-290-0260-7.
- La anunciación de Valle-Inclán (1967) ISBN 978-84-7339-537-3.
- Sementeira do vento (1968) ISBN 978-84-7154-087-4.[1]
- La marginacíón de Galicia (1970) ISBN 978-84-323-0027-1.
- X. R. Barreiro Fernández, F. Díaz-Fierros ..., Los Gallegos, (1976), La sociedad y la economía, (1975), S. 45–93.[2]
- A galecidade na obra de Guimarães Rosa (1978) ISBN 978-84-85134-92-2.
- Cen chaves de sombra (1979) ISBN 978-84-7492-007-9.[3]
- Castelao na luz e na sombra (1982) ISBN 978-84-7492-130-4.
- Galiza lavra a sua imagem (1985) ISBN 978-84-7492-258-5.
- O legado xornalístico de Valentín Paz-Andrade (1997) ISBN 978-84-88254-53-5.
- Epistolario, (1997) ISBN 978-84-7492-841-9.